# Beroemde Ouders
Beroemde Ouders was een Nederlands televisieprogramma op de zenders Talpa en de herhalingen op Tien. Na de opheffing van Tien wordt het programma nog herhaald op de zender RTL 8.
In dit televisieprogramma wordt er gekeken naar kinderen van enkele bekende Nederlanders met hun dagelijkse bezigheden en regels. Ook wordt er met de BN'ers gesproken over de opvoeding van hun kinderen.
Van dit televisieprogramma is een seizoen uitgezonden.
Seizoen 1: aflevering 1: Antonie Kamerling, Emile Ratelband, Patty Brard, Caroline Tensen, Fayah Lourens, Robert ten Brink, Xandra Brood, Joris Lutz, John de Wolf, Irene van der Laar, Monique van de Ven, Ursel de Geer, Jetty Mathurin, Charly Luske en Tanja Jess, Angela Groothuizen, Victor Reinier.